# Agost (kommunhuvudort)
Agost är en kommunhuvudort i Spanien. Den ligger i provinsen Provincia de Alicante och regionen Valencia, i den sydöstra delen av landet, 300 km sydost om huvudstaden Madrid. Agost ligger 350 meter över havet och antalet invånare är 4 593.
Terrängen runt Agost är kuperad norrut, men söderut är den platt.Runt Agost är det mycket tätbefolkat, med 1 411 invånare per kvadratkilometer. Närmaste större samhälle är Alicante, 17,2 km sydost om Agost. Omgivningarna runt Agost är i huvudsak ett öppet busklandskap.